# Eurysternus hirtellus
Eurysternus hirtellus är en skalbaggsart som beskrevs av Johan Wilhelm Dalman 1824. Eurysternus hirtellus ingår i släktet Eurysternus och familjen bladhorningar. Inga underarter finns listade i Catalogue of Life.